# Tibouchina pendula
Tibouchina pendula är en tvåhjärtbladig växtart som beskrevs av Célestin Alfred Cogniaux. Tibouchina pendula ingår i släktet Tibouchina och familjen Melastomataceae. Inga underarter finns listade i Catalogue of Life.